# Volvarina serrei
Volvarina serrei is een slakkensoort uit de familie van de Marginellidae. De wetenschappelijke naam van de soort is voor het eerst geldig gepubliceerd in 1913 door Bavay.